# Nhất thiết hữu bộ
Thuyết nhất thiết hữu bộ (zh. 說一切有部, sa. sarvāstivādin), còn gọi ngắn gọn là Nhất thiết hữu bộ (一切有部) hay Hữu bộ (有部), là một bộ phái Phật giáo cho rằng mọi sự đều có, đều tồn tại (nhất thiết hữu, sa. "sarvam asti"). Tách ra từ Trưởng lão bộ (sa. sthaviravādin) dưới thời vua A-dục, phái này hoạt động mạnh tại Kashmir và Càn-đà-la (Gandhāra). Quan điểm của bộ này được xem như nằm giữa Phật giáo Nguyên thủy và Đại thừa. Nhất thiết hữu bộ có kinh điển riêng viết bằng văn hệ Phạn ngữ, ngày nay chỉ còn bản dịch chữ Hán và Tây Tạng.
Tác phẩm quan trọng nhất của bộ này là A-tì-đạt-ma-câu-xá luận (sa. abhidharmakośa) của Thế Thân, Đại tì-bà-sa luận (sa. mahāvibhāṣā), một bộ luận được biên soạn trong Đại hội kết tập kinh điển Phật giáo lần thứ tư tại Kashmir dưới sự chủ trì của Vasumitra (Thế Hữu). Đại tì-bà-sa luận trình bày quan điểm chính thức của Thuyết nhất thiết hữu bộ và là tác phẩm được hoàn tất cuối cùng trong bảy tác phẩm của Luận tạng (sa. abhidharmapiṭaka, xem A-tì-đạt-ma). Một số tác phẩm khác cần được nhắc tới là A-tì-đàm tâm luận (sa. abhidharma-hṛdaya), là bộ luận trung tâm của A-tì-đạt-ma với mười chương. Tì-bà-sa luận của Ca-chiên-diên tử cũng viết tổng quát về giáo lý bộ này. Tác phẩm Thế gian giả thiết (sa. lokaprajñapti) trình bày quan điểm về sự hình thành thế giới đáng lưu ý. Các quan điểm về giới luật được trình bày trong Tì-nại-da-tì-bà-sa (sa. vinayavibhāṣā).
Giáo pháp của Nhất thiết hữu bộ có tính đa nguyên, xuất phát từ sự phủ nhận cái ngã (Vô ngã), một tính chất cá nhân hoặc linh hồn và thừa nhận những đơn vị luân chuyển theo thời gian, được gọi là pháp. Bộ này cho rằng có 75 pháp, và cho đó là những đơn vị cuối cùng, không thể chia cắt (tương tự khái niệm "nguyên tử" của Âu Châu thời thượng cổ) đều hiện hữu đồng thời. Chỉ các pháp này là "có thật". Họ phân biệt các pháp tùy thuộc, Hữu vi (sa. saṃskṛta) và các pháp độc lập, Vô vi (sa. asaṃskṛta).
Các pháp độc lập là Hư không (sa. ākāśa), Niết-bàn vô trụ (sa. apratiṣṭhita-nirvāṇa) và Niết-bàn thường trụ (sa. pratiṣṭhita-nirvāṇa).
Các pháp hữu vi được chia làm bốn nhóm: Sắc pháp (sa. rūpadharma), Tâm (Thức) pháp (sa. citta, vijñāna), các hoạt động của những Tâm sở hữu pháp (sa. cetasikadharma) và Tâm bất tương ưng hành pháp (sa. cittaviprayuktasaṃskāra) - các pháp không thuộc tâm không thuộc sắc như già, chết, Vô thường...
Các pháp hữu vi này - theo quan điểm của Nhất thiết hữu bộ - không phải từ đâu sinh ra mà luôn luôn đã có, chỉ đổi từ trạng thái tiềm tàng qua hiện hữu. Vì quan điểm này mà Nhất thiết hữu bộ có tên "Nhất thiết hữu", nghĩa là quá khứ và vị lai đều được chứa trong một "pháp" duy nhất. Trong Nhất thiết hữu bộ, người ta cũng khám phá vài yếu tố nguyên thủy của Đại thừa, như quan điểm Tam thân (sa. trikāya) và niềm tin nơi Bồ Tát Di-lặc, vị Phật tương lai.